# میوه‌خورک پولک‌دار
میوه‌خورک پولک‌دار (نام علمی: Ampelioides tschudii) یک گونه از پرندگان خانوادهٔ گوهرمرغان و تنها عضو از سردهٔ Ampelioides است.
این گونه در بولیوی، کلمبیا، اکوادور، پرو و ونزوئلا، جایی که زیستگاه طبیعی آن جنگل‌های کوهستانی نمناک نیمه‌گرمسیری یا گرمسیری است، یافت می‌شود.